# Liste der Kulturdenkmale in Biwer
In der Liste der Kulturdenkmale in Biwer sind alle Kulturdenkmale der luxemburgischen Gemeinde Biwer aufgeführt (Stand: 12. Dezember 2022).

## Kulturdenkmale nach Ortsteil

### Biwer
| Bild           | Bezeichnung                                                     | Lage                                        | Beschreibung | Stufe | Eingetragen seit  |
| -------------- | --------------------------------------------------------------- | ------------------------------------------- | ------------ | ----- | ----------------- |
| Wohngebäude    | Wohngebäude                                                     | 1, om Knapp (Karte)                         |              | PCN   | 31. Juli 2009     |
| Wegkreuz       | Wegkreuz                                                        | „op dem Reedelbierg“ (Karte)                |              | PCN   | 2. September 2022 |
| Stileiche      | Stileiche                                                       | Ortsstraße von Weydig nach Breinert (Karte) |              | IS    | 20. Juni 1973     |
| Weitere Bilder | Jockelsmühle mit angrenzendem Garten, Wiese, Gebäuden und Platz | In der Bach bei Fohzgrund (Karte)           |              | IS    | 15. November 1990 |
| Wohngebäude    | Wohngebäude                                                     | 7, Buergaass (Karte)                        |              | IS    | 28. Juli 2021     |

### Bruch
| Bild           | Bezeichnung | Lage                | Beschreibung | Stufe | Eingetragen seit  |
| -------------- | ----------- | ------------------- | ------------ | ----- | ----------------- |
| Hofgut         | Hofgut      | Haus Nr. 46 (Karte) |              | PCN   | 4. Februar 2005   |
| Weitere Bilder | Kapelle     | CR132 (Karte)       |              | IS    | 25. November 2013 |

### Buddeler
| Bild           | Bezeichnung                | Lage    | Beschreibung | Stufe | Eingetragen seit |
| -------------- | -------------------------- | ------- | ------------ | ----- | ---------------- |
| Weitere Bilder | Vierzehn-Nothelfer-Kapelle | (Karte) |              | PCN   | 21. Juni 2017    |

### Wecker
| Bild                                        | Bezeichnung                                  | Lage                     | Beschreibung | Stufe | Eingetragen seit  |
| ------------------------------------------- | -------------------------------------------- | ------------------------ | ------------ | ----- | ----------------- |
| Weitere Bilder                              | Passagiergebäude und Lampenraum des Bahnhofs | Duchscherstrooss (Karte) |              | PCN   | 19. Oktober 2022  |
| Wohnhaus mit Scheune, Garten und Obstgarten | Wohnhaus mit Scheune, Garten und Obstgarten  | 33, Haaptstrooss (Karte) |              | IS    | 9. September 2015 |
|                                             | Wohngebäude                                  | 22-24, Härebierg (Karte) |              | IS    | 5. Oktober 2018   |

Legende: PCN – Immeubles et objets bénéficiant des effets de classement comme patrimoine culturel national; IS – Immeubles et objets inscrits à l’inventaire supplémentaire

## Quelle
- Liste des immeubles et objets beneficiant d’une protection nationales, Nationales Institut für das gebaute Erbe, Fassung vom 27. Oktober 2022, S. 11 f. (PDF)

- Karte mit allen Koordinaten:
- OSM |
- WikiMap